# Do That to Me One More Time
Do That to Me One More Time es una canción del grupo de música estadounidense Captain & Tennille, escrita por Toni Tennille y grabada en octubre de 1979. Fue su segunda canción que llegó al número uno en la lista de ventas Billboard. 987

## Contexto
Después de que el grupo perdiera popularidad a mediados de la década de 1970, firmaron con la compañía discográfica Casablanca Records bajo la guía de Neil Bogart. Esta canción supuso la vuelta a la popularidad para el dúo, pero fue la única, por lo que su contrato con Casablanca Records no fue renovado. Toni tocó la canción para Bogart en la casa de este en Pacific Palisades (California), en un piano eléctrico, y quedó entusiasmado.
El tema de la canción es sobre sexo, en concreto, la virilidad masculina.